# Dineína

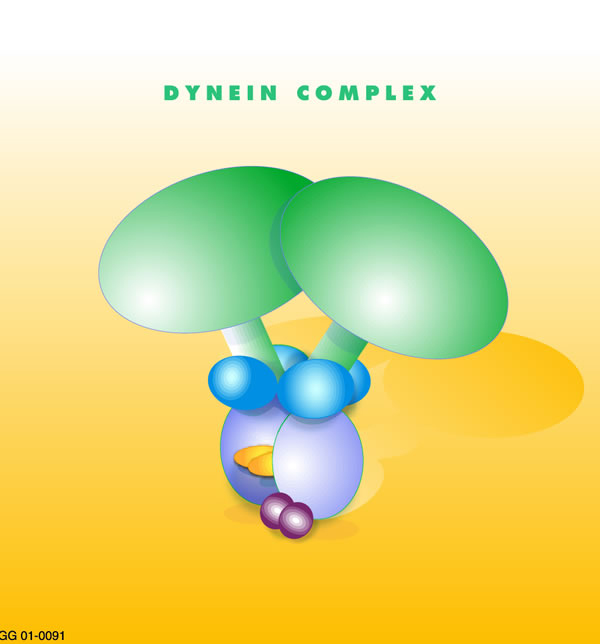
Complexo de dineina.

As dineínas são proteínas motoras formadas em geral por duas cadeias pesadas de 470-540 kDa, e várias outras cadeias pequenas e médias que somam mais de 1000 kDa. A cadeia pesada forma as cabeças que são núcleos catalíticos de ATP (ATPase) que podem acoplar a microtúbulos. As outras
cadeias formam a cauda que pode se ligar a estruturas que serão transportadas. As dineínas, ao contrário das cinesinas movem no sentido axonal retrógrado de um microtúbulo.
Podem ser de dois tipos: citoplasmático e axonemal. No citoplasma eles atuam na movimentação e organização de vesículas, cromossomos e estruturas como o aparelho de Golgi.
Por exemplo, podem puxar o aparelho de Golgi no sentido interior da célula ao longo dos microtúbulos. Quando células são tratadas com colchicina, os microtúbulos se desmembram, e no caso o aparelho de Golgi se fragmenta em pequenas vesículas. Porém se a droga é removida e os microtúbulos se reformam, o aparelho de Golgi retorna a posição normal através do transporte pelas dineinas.
As dineinas axonemais dizem respeito as que atuam em cílios e flagelos. Cílios são estruturas semelhantes a pelos que se estendem sobre a superfície de algumas células eucarióticas. Cada cílio contém no seu interior filamentos de microtúbulos. A função do cílio é mover fluidos sobre as células ou mover as células sobre fluidos, a fim de captura de alimentos ou locomoção. Seus movimentos são similares ao movimento unidirecionais. Flagelos são semelhantes a cílios, porém têm um maior comprimento, e são usados com finalidade locomotora. Seus movimentos são iguais ao de um chicote.
Microtúbulos em cílios e flagelos são um pouco diferente daqueles encontrados no citoplasma: eles estão arranjados em uma forma distinta em que nove doublets de microtúbulos encontram-se em um anel em volta de um par de microtúbulos. Cada doublet possui duas estruturas de dineína acopladas pela cauda e com as cabeças livres, que podem se ligar a microtúbulos adjacentes, movimentando-se sobre eles, causando o deslizamento dos microtúbulos, logo o movimento dos cílios e flagelos.
Essa estrutura de nove doublets e um par de microtúbulos é comum a quase todos os cílios e flagelos, de protozoários a humanos.